# Miniportàtil
|  | No s'ha de confondre amb Ordinador personal ultraportàtil. |

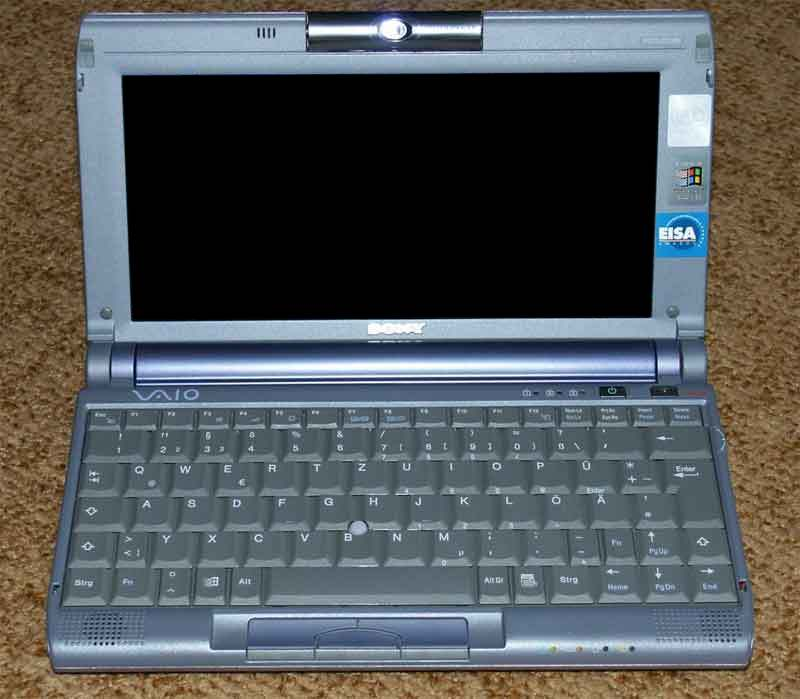
Sony Vaio C1

Un  miniportàtil (en anglès subnotebook o sub-portàtil), és un ordinador portàtil més petit que els estàndards, però mantenint les mateixes prestacions (CPU, memòria, disc dur), de vegades (els darrers temps) inclouen, fins i tot, una gravadora DVD. La denominació se sol aplicar a equips que operen versions completes dels sistemes operatius d'escriptori com Windows o GNU/Linux, en comptes de sistemes específics com Windows CE, Palm OS, Android.

## Història

### 1990
El Compaq LTE, llançat el 1989, va ser el primer a ser reconegut dins d'aquesta categoria, per les seves reduïdes dimensions, 4,8 x22x28 cm, similar a un full A4. L'octubre de 1992 va ser llançat l'IBM Thinkpad, el primer a incloure una pantalla de 10,4 polzades. També es pot incloure entre els pioners el NEC Ultralite, que data de 1988, ja que les seves dimensions eren similars al Compaq LTE.
Ordinadors més petits com el Poqet PC i l'Atari Portfolio, ambdós llançats el 1989, van ser anomenats "pocket PC" o "handheld".

### 1991-1995
Un altre dels primers miniportàtils va ser el PowerBook 100, llançat el 1991 per Apple, les seves mides eren 4,6 x21, 6x27, 9 cm i pesava 2,3 kg Després va sortir al mercat el Gateway Handbook, originalment el 1992 i actualitzat per utilitzar un processador 486 a fins de 1993, mesurava 246x150x41 i pesava 04/01 kg. Apple, a continuació, va llançar la sèrie PowerBook Duo l'octubre de 1992, que va reduir la mida de la línia a 8,5 x10, 9x1, 4 polzades i va ser un exemple de portàtil amb poques característiques onboard, però que es podia inserir en una docking station per tenir la funcionalitat completa d'un portàtil convencional
Un altre dels primers en la seva classe va ser l'HP OmniBook 300, que va ser promocionat com un "superportàtil" el 1993. Mesurava 1,4 × 6,4 × 11,1 polzades, i estava disponible amb un disc flash opcional en comptes del disc dur, per reduir el pes.
Toshiba va ser qui va treure el portàtil més modern en els 80, també va entrar al mercat aquest any amb el Portege T3400, afirmant que "és el primer miniportàtil amb tota la funcionalitat d'un ordinador més gran". La versió amb pantalla monocromàtica de 8,4" mesurava 1,7 × 7,9 × 9, 8 polzades i pesava 1,8 kg. Toshiba també va introduir la T3400CT que, en el seu moment, va ser el primer miniportàtil amb pantalla a color. Després van llançar el Libretto 20, que tenia una pantalla de 6,1 polzades i un disc dur de 270 mb. CNet va afirmar sobre la Libretto 50 t que "és el primer portàtil amb Windows 95 als Estats Units que pesa menys de dues lliures".
Compaq va introduir el seu propi miniportàtil el 1994, el Contura Aero, que tenia dos models: un amb pantalla monocromàtica i un altre amb pantalla a color, la qualitat principal era utilitzar una bateria que apuntava a ser estàndard (i no només per a productes Compaq). Van tenir una curta vida al mercat.

### 1996-2000
El 1997, Apple va llançar un relativament lleuger (4,4 & lbs) PowerBook 2400c, de curta vida al mercat. Va ser dissenyat juntament amb IBM i fabricat per Apple per la divisió japonesa d'IBM, per reemplaçar l'antic Powerbook Duo. No obstant això, mesurava 1,9 × 8,5 × 10,5 polzades, per tant era, en realitat, més gran que lel Compaq LTE.

## Característiques
Els miniportàtil són més petits que els portàtils tradicionals però més grans que els UMPC. Generalment posseeixen pantalles més petites, d'entre 7 i 12 polzades, i un pes variable. A causa de l'estalvi en pes i grandària el preu sol ser major. Els sistemes operatius usats són Windows XP i Windows 7 i altres sistemes operatius basats en GNU/Linux

## Diferència amb les netbooks
Se sol confondre els miniportàtils amb els netbooks, que són una categoria diferent d'ordinadors portàtils, encara que amb productes superposats. Tenen en comú la mida petita respecte dels seus germans grans. Però el que defineix a un netbook no és la seva grandària, sinó la reducció de components interns (fonamentalment, no tenen unitat òptica) i conseqüentment la reducció de pes. D'altra banda, el que defineix a un miniportàtil sí que és la seva mida, podent incloure una unitat òptica i tenir, per tant, més pes. Per exemple, un netbook de 14 polzades no és un miniportàtil, mentre que un miniportàtil de 12" amb unitat òptica i 3 kg de pes tampoc seria un netbook. Els netbooks, en general, són més barats, ja que estan optimitzats per a usos més bàsics, com a funcions multimèdia o navegació per internet. Per tant, tenen processadors molt menys potents però amb un consum menor.